# Parnassia nubicola
Parnassia nubicola är en benvedsväxtart. Parnassia nubicola ingår i släktet Parnassia och familjen Celastraceae.

## Underarter
Arten delas in i följande underarter:
- P. n. nubicola
- P. n. occidentalis
- P. n. nana